# تیوفسژن
تیوفسژن (به انگلیسی: Thiophosgene) با فرمول شیمیایی CSCl2 یک ترکیب شیمیایی با شناسه پاب‌کم 10040 است. که جرم مولی آن 114.98 g/mol می‌باشد. شکل ظاهری این ترکیب، مایع قرمز است.